# سیارک ۴۰۳۰
سیارک ۴۰۳۰ (به انگلیسی: 4030 Archenhold، نامگذاری:1984EO1) چهار هزار و سیمین سیارک کشف شده‌است که در ۲ مارس ۱۹۸۴ کشف شد.
قدر مطلق سیارک برابر ۱۳٫۰۰ است.